# 大口阿氏龍鰧
大口阿氏龍鰧為輻鰭魚綱鱸形目南極魚亞目阿氏龍鰧科的其中一種，分布於南極洲東部海域，棲息深度56-460公尺，體長可達14.6公分，為底棲性魚類，屬肉食性，以多毛類、等足類等為食。

## 擴展閱讀
維基物種上的相關：大口阿氏龍鰧